# حمزة حمودي
حمزة حمودي (1990 المغرب) هو لاعب كرة قدم مغربي.

## روابط خارجية
- حمزة حمودي على موقع قاعدة بيانات كرة القدم.إي يو (الإنجليزية)